# موشيه رون
موشيه رون هو مهندس بولندي، ولد في 3 مارس 1925 في وارسو في بولندا، وتوفي في 16 نوفمبر 2001 في حيفا في إسرائيل.